# 鲜于修礼
鲜于修礼（？—526年），北魏时期河北起事领袖之一。丁零族，北魏怀朔镇（今内蒙古固阳县西南）的镇兵。

## 生平
沃野镇民破六韩拔陵领导的六镇起事失败后，北魏朝廷将起事的二十万人分散到冀州、定州和瀛州（今河北河间）就食。孝昌二年（526年）秋，鲜于修礼响应杜洛周，率众在定州左人城（今河北唐县）起事，年号魯興，即北魏末年河北起事。北魏派长孙稚和河间王元琛镇压，被鲜于修礼击败。宇文肱也加入其队伍，旋即阵亡。八月，鲜于修礼被元洪业杀害，部将葛荣杀叛将元洪业，接着领导起义部众（杨忠父亲杨祯死在讨伐他的战斗）。